# منتخب بابوا غينيا الجديدة لكرة قدم الصالات
منتخب بابوا غينيا الجديدة لكرة قدم الصالات (بالإنجليزية: Papua New Guinea national futsal team) هو ممثل بابوا غينيا الجديدة الرسمي في المنافسات الدولية في كرة الصالات .